# Veselý Žďár
Veselý Žďár település Csehországban, a Havlíčkův Brod-i járásban. Veselý Žďár Radostín, Okrouhlice, Knyk, Lučice és Havlíčkův Brod településekkel határos. Lakosainak száma 599 fő (2024. január 1.).

## Népesség
A település lakosságának változását az alábbi diagram mutatja:
| Lakosok száma | 582  | 521  | 656  | 564  | 510  | 517  | 558  | 547  | 580  | 599  |
|               | 1869 | 1900 | 1921 | 1961 | 1980 | 2011 | 2016 | 2019 | 2021 | 2024 |